# Movineo
A Movineo Network S.A. (ou, simplesmente, Movineo) fundada pelo empresário e filantropo Elias Medeiros, é uma empresa de telefonia do Grupo Elias Medeiros que comercializa vários produtos através dos vários websites da organização, sendo cada um deles o site oficial de sociedades anônimas. Apesar de estar em funcionamento desde janeiro de 2000, a Movineo Sistemas de Comunicação Ltda iniciou seus trabalhos no ramo do marketing multinível em 17 de abril de 2013 sob o nome "Movineo Network S.A.", com sede na Espanha.

## O Nome
O nome Movineo vem da sigla MVNO (Mobile Virtual Network Operator), ou seja, Operadora Móvel com Rede Virtual.

## História
Em 2000, surgia a primeira empresa de Elias Medeiros, a qual tinha parceria com outras organizações de comércio eletrônico. Após a entrada de novos investidores, a empresa foi crescendo e aumentando sua linha de produtos, bem como a sua equipe, até surgir a ideia de operar no ramo de telefonia fixa e móvel. Após anos de estudo, decidiu-se trabalhar tanto por meio de rede virtual quanto por internet.
A Movineo foi registrada primeiramente no Reino Unido, logo após no Brasil e na Espanha.
A empresa conta, hoje, com 500 distribuidores de diversas nacionalidades.

## Principais empresas da Movineo S.A.
Movineo Telecom Ltd (operadora móvel com rede virtual, Reino Unido), Movineo Network S.A. (empresa privada de marketing de rede, Espanha), Payneo (plataforma de pagamentos, Espanha).